# Foyer de jeunes travailleurs
Un Foyer de jeunes travailleurs (FJT) est, en France, une solution d'habitat social transitoire, destinée à des personnes de moins de 30 ans au démarrage de la vie professionnelle (apprentis, stagiaires, salariés) et leur apportant un accompagnement et des services tels que laverie, restauration, activités culturelles et sportives. Des étudiants peuvent y être accueillis par dérogation. Le FJT est généralement une résidence offrant de petits logements meublés privés et des espaces collectifs, avec un accueil par des conseillers compétents en matière d'insertion sociale et professionnelle.
L'appellation FJT est liée à un agrément accordé par une commission régionale au terme d'une démarche complexe. Cette appellation donne droit à des subventions et des conventionnements, notamment par la Caisse d'allocations familiales (CAF). Le FJT peut également disposer du conventionnement préfectoral Résidence Sociale qui conditionne le niveau de tarif et d'Allocation Personnalisée au Logement (APL).

## Naissance des FJT
Si les FJT s'inscrivent dans la continuité des grands mouvements d'Éducation populaire qui sont nés entre les deux guerres et se sont massivement développés après 1945, les premiers d'entre eux furent créés sous l'impulsion de la Jeunesse Ouvrière Chrétienne (JOC) en étroite collaboration avec le régime de Vichy. Comme le soulignent Olivier Galland et Marie-Victoire Louis, 
C'est (...) à l'initiative de la J.O.C. pendant l'occupation que se réalisent les premiers foyers de jeunes travailleurs. Une lettre inédite, datée du 3 juillet 1942, d'un responsable de la J.O.C. (...) au sujet de la création d'un « foyer de jeunes » apporte à ce sujet des éléments intéressants (...) ; il est fait état de la création de Foyers de Jeunes Travailleurs. (...) Le responsable jociste précise que le Foyer doit « faire de la propagande influençant les jeunes travailleurs de toutes les manières et à chaque instant ». 

« Ils (les jeunes travailleurs), s'accrocheront vraiment alors à un mouvement éducateur (...) capable de leur apporter la Vérité. (...) la J.O.C. a son expérience de conquête et d'influence de la masse (...). Notre effort aura servi à équiper le Mouvement (...) reconnu par le gouvernement comme capable d'assurer l'éducation totale de la jeunesse ouvrière ».
Les années 1950 sont marquées par deux phénomènes de fond très importants : la crise du logement et l'exode rural.
La JOC fait face à la crise du logement de l’après-guerre dans une optique de reconstruction en créant à Tours le premier foyer de jeunes travailleurs (FJT). En 1955, l’enquête lancée par la JOC sur les « déplacements et le chômage » met en évidence les difficultés de logement dans les villes où se trouve l’emploi. La JOC et la JOCF s’associent aux « Amitiés sociales » et à l’Uniopss (Union interfédérale des œuvres privées sanitaires et sociales) pour donner naissance à l’UFJT, l’Union des foyers de jeunes travailleurs.
Le foyers des jeunes travailleurs est pour les 18-25 ans.
Pour les jeunes qui migrent massivement vers les villes il y a une rupture sociale et familiale, voulue ou subie, à laquelle s'ajoutent des difficultés à se loger et se nourrir dans des conditions salubres et décentes. Pourtant les jeunes déplacés ont du travail, mais leurs revenus sont faibles. Face à ce problème, de nombreuses initiatives fleurissent un peu partout. Elles émanent de bénévoles souvent issus du militantisme social catholique. De nombreux foyers pour jeunes travailleurs sont créés un peu partout mais ils sont isolés. Du regroupement d'une vingtaine de foyers de l'ouest de la France, naît le 6 février 1955 une association dénommée « Union nationale des foyers de jeunes travailleurs » devenue en 2006 l'Union nationale pour l'habitat des jeunes (UNHAJ).
La période allant des années 1950 aux années 1970 est marquée par la nécessité de bâtir. Pour les FJT cela n'est pas envisageable sans l'intervention de l'État. L'impossibilité pour les FJT de sous-louer des logements HLM constituait alors un obstacle important. Cet obstacle va être levé, et cette avancée va permettre des collaborations entre les offices et les FJT, les premiers constructeurs et propriétaires laissant aux seconds la gestion des bâtiments.

## Évolution vers le socio-éducatif
Progressivement les FJT, qui ont résolu les problèmes de construction, vont compléter la simple logique d'hébergement par une mission socio-éducative. L'accompagnement des jeunes vers l'autonomie arrive dans un contexte nouveau, où la préoccupation de donner un toit et un logement décent n'est plus la priorité. Les enfants du baby-boom ont grandi et les années 1960 sont marquées par l'émergence de la « jeunesse » en tant que groupe spécifique : l'effet de génération se substitue aux communautés d'appartenance, qu'elles soient d'origine ou professionnelle.
La professionnalisation des personnels dans les FJT, liée à l'évolution de la mission du logement vers le socio-éducatif permet de rendre visible et de montrer l'efficacité des actions menées aux pouvoirs publics. Cela va déboucher en 1971 d'une part sur la création d'une ligne « Aides aux jeunes travailleurs » dans le budget du ministère des affaires sociales, d'autre part sur l'éligibilité des FJT aux postes subventionnés par le Fonds de coopération de la jeunesse et de l'éducation populaire (FONJEP). L'institutionnalisation des foyers est concrétisée lorsque l'État publie une circulaire définissant le rôle des Foyers de Jeunes Travailleurs et fixant des conditions à leur agrément.

## Une volonté d'insertion professionnelle
La fin des années 1960 est marquée par un phénomène nouveau, il y parfois vacance de logement dans les FJT, qui en réaction ouvrent désormais à des publics de jeunes ayant d'autres statuts que jeunes travailleurs, notamment les étudiants. Cela contribue à un brassage et à une certaine mixité sociale, la population est moins homogène et plus revendicative. Une nouvelle période débute avec le choc pétrolier de 1974 et le développement massif du chômage. La seconde moitié des années 1970 est pour les foyers la période du constat de la fragilisation des jeunes face à l'emploi. En 1974, l'abaissement de l'âge de la majorité a pour conséquence l'arrivée nouvelle et importante de jeunes majeurs en rupture familiale. Face à cette évolution globale du public accueilli et aux problèmes nouveaux d'emploi, qui touchent principalement les jeunes peu qualifiés, les FJT vont expérimenter des actions de formation en direction des résidents. Petit à petit les cours du soir de remise à niveau donnés par des étudiants bénévoles se transforment en stages visant à des qualifications encadrés par des formateurs, et cela devient une nouvelle branche d'activité à part entière pour nombre de Foyers. À la mission socio-éducative s'ajoute donc de facto celle de l'insertion professionnelle. L'UFJT, désormais interlocutrice privilégiée des pouvoirs publics sur les questions relatives à la jeunesse, va faire reconnaître ce rôle nouveau lié à l'évolution du public. En 1976 puis en 1977 deux circulaires ministérielles viennent modifier et compléter sur ces points la circulaire de 1971.
La situation économique qui se dégrade de plus en plus dans la deuxième moitié des années 1970 frappe de plein fouet les jeunes. Les termes de précarité et d'exclusion apparaissent pour désigner les nouveaux problèmes sociaux. Les Foyers une nouvelle fois élargissent les critères d'accueil pour répondre à cette nouvelle catégorie de jeunes précaires. Toujours en collaboration avec l’État, l'UFJT obtient que le ministère des affaires sociales puisse accorder une « Aide de dépannage » pour aider les jeunes chômeurs à accéder à un logement en FJT. L'accueil de jeunes chômeurs dans des lieux créés pour aider des « jeunes travailleurs » est une rupture symbolique importante. Au début des années 1980, les Foyers de Jeunes Travailleurs n'hébergent plus majoritairement des « jeunes déplacés » venus des campagnes vers la ville pour travailler. Désormais, de nombreux jeunes citadins sont accueillis. Ils vivent hors de leur famille pour des raisons diverses : formations, ruptures, études... Cela s'accompagne d'une part par des séjours plus courts d'autre part par l'utilisation des foyers comme d'un mode de logement parmi d'autres pour les jeunes. Ce n'est plus le logement intermédiaire privilégié servant de lieu d'apprentissage entre le départ de la famille et le logement autonome.

## La rigueur économique
La « rigueur économique » imposée par l'État touche dans leur gestion les FJT au même titre que nombre d'autres structures sociales ou socio-culturelles. Les aides publiques diminuent, et les foyers doivent gérer au mieux leurs ressources pour survivre. Le passage de 600 foyers en 1964 à 470 en 1991 tient de cela en grande partie. Les FJT qui n'ont pas pris le virage de « l'économie sociale », nouveau concept qui émerge au tournant des années 1980, ont pour un certain nombre disparu. À l'entrée dans les années 1990, la situation dans les FJT est analysée comme un retour en arrière. En effet, les foyers construits dans les années 1960 tout d'abord ont mal vieillis, et ensuite ont une palette d'habitat désormais inadaptée. L'offre majoritaire des foyers de jeunes travailleurs reste de la chambre individuelle dans des grands collectifs, ce qui ne correspond plus à la demande. Le bâti s'est dégradé et réclame de lourdes réhabilitations. Paradoxalement les foyers sont remplis car les jeunes peinent à se loger, du fait de leur précarisation et de la pénurie de logements sociaux. Le public des foyers est extrêmement précarisé et morcelé ; depuis longtemps déjà les « travailleurs », au sens de ceux qui ont un emploi stable et à temps complet, sont en minorité. La fonction des FJT est désormais de faire en sorte d'éviter l'exclusion aux jeunes qui y sont hébergés, ceci en croisant les missions d'hébergement, d'accompagnement socio-culturel et d'insertion, le tout avec une dimension partenariale de plus en plus affirmée. Un symptôme de cette évolution est que désormais dans nombre d'équipes socio-éducatives, il y a aux côtés des « traditionnels » animateurs des éducateurs, des conseillers en économie sociale et familiale et parfois même des psychologues.
Les années 2000 sont marquées à nouveau par la situation de crise du logement qui s'accroît dans un contexte de baisse des financements publics, de retards pris dans les programmes de logements sociaux et de hausse considérable des prix sur le marché de l'immobilier : pour les jeunes, la part du revenu consacrée au logement est passée hors aide au logement de 29 % en 1988 à 40 % en 2005.

## Le renforcement de la nature sociale et médico-sociale des interventions
En 2015, un décret institue pour les FJT des conditions techniques minimales d'organisation et de fonctionnement, standard règlementaire qui fixe le public des FJT, le contenu du projet socio-éducatif mis en œuvre par l'équipe dédiée (article D. 312-153-2) et impose que le gestionnaire d'un nouveau FJT dispose d'un agrément pour gérer des Résidences Sociales, sauf à avoir été dispensé. Par ailleurs, les personnes logées disposent des mêmes droits que les personnes accueillies ou accompagnées dans tout établissement ou service social et médico-social (ESSMS).